# غول الماجل (يهر)

تعديل مصدري - تعديل

غول الماجل هي إحدى قرى عزلة يهر بمديرية يهر التابعة لمحافظة لحج، بلغ تعداد سكانها 53 نسمة حسب تعداد اليمن لعام 2004.